# Den Helder SUNS (mannenbasketbal)
Den Helder SUNS is een Nederlandse professionele basketbalclub, gevestigd in Den Helder en oorspronkelijk opgericht in 1981. Na eerdere vergeefse pogingen, werd de club in 2017 heropgericht. De club speelt in de BNXT League. De club speelt haar wedstrijden in de sporthal van park Quelderduyn.
Den Helder SUNS is de proftak van BV Noordkop, die in het verleden onder meerdere (sponsor)namen actief was. De club kende tussen 1989 en 1998 zijn hoogtijdagen, waarin Den Helder zesmaal het kampioenschap en eenmaal de NBB-Beker veroverde. Het bereikte ook 2 keer de halve finale van de Europa Cup.

## Geschiedenis

### Oprichting en de gouden jaren

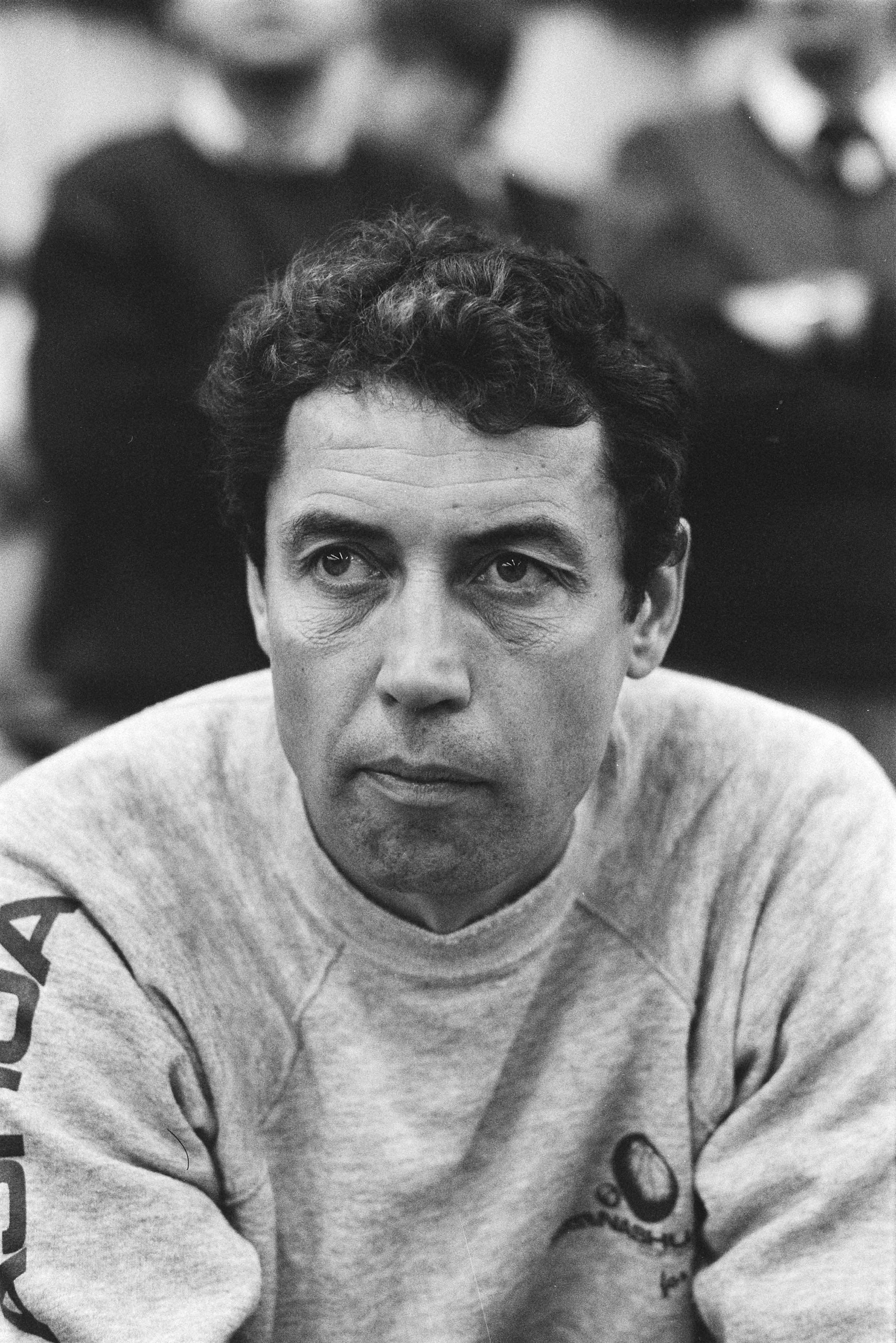
Ton Boot, coach van Den Helder tussen 1985 en 1993.

In 1981 werd door de Basketball Vereniging Noordkop (BV Noordkop), in samenwerking met de Stichting Top Basketball Noordkop, een professionele basketbaltak opgericht met de naam Den Helder Seagulls. Promotie naar de Heren Eredivisie werd afgedwongen met de spelers Appie de Grauw, Marcel Klein, Don de Vries, Henk Cup, Maarten Tromp en Cees de Jonge. Zij werden in het seizoen 1980/81 kampioen van de Eerste divisie A en wisten via een tweede plaats in de promotiecompetitie een promotie naar de Eredivisie af te dwingen.
De nieuwe Helderse profclub kwam vanaf 1981 uit in de Eredivisie, destijds de hoogste Nederlandse profcompetitie. De coaches van het eerste Eredivisieteam werden Cees Smit en Meindert van Veen. Via sponsors als Doppeldouche en Direktbank kwam in 1985 de doorbraak. Met de komst van topcoach Ton Boot en belangrijke geldschieter Commodore computers ging het de club sportief en financieel zeven jaar lang voor de wind. Ton Boot trad in 1985 als coach in dienst - met onderbreking van een jaar sabbatical - tot en met het seizoen 1992/93 en won van 1989 tot en met 1992 vier keer op rij het landskampioenschap. De club trok de fans in groten getale naar Sporthal De Slenk en inspireerde veel jongeren uit Den Helder om deze sport uit te proberen. In 1990 speelden de Seagulls tegen Maccabi Tel Aviv BC. Den Helder kwalificeerde zich in het seizoen 1991/92 voor de groepsfase van de FIBA Euro League, waarin de Seagulls zich terugvonden tussen de absolute Europese topclubs. Bekende spelers die destijds furore maakten bij Den Helder waren Tico Cooper, Rolf Franke, spelverdeler Cees van Rootselaar, international Chris van Dinten, de driepuntskanonniers Marco de Waard en Okke te Velde en de Amerikanen Rob Jones, Ray Wingard, Tony Worrell en Raymond Lagrand. Er ontstonden ideeën voor een grotere accommodatie, een samenwerking met een NBA-club, een Beneluxcompetitie en aansluiting bij de Europese top. Na het instorten van de computermarkt trok hoofdsponsor Commodore zich terug en moest er als gevolg hiervan afscheid worden genomen van spelers. Desondanks werd Den Helder in het seizoen 93/94 nog kampioen van Nederland onder leiding van Meindert van Veen.

### Uitbouw en ondergang
Met behulp van de nieuwe sponsor Hans Verkerk Keukens werd in 1997 de Israëlische coach Bob Gonnen naar Den Helder gehaald. Met Gonnen aan het roer werd de ploeg opnieuw opgebouwd, stroomden de tribunes weer vol en ging de club weer naar de top. In het seizoen 1997/98 werd Den Helder opnieuw landskampioen met een sterk team bestaande uit spelers als Chris Mims, Tony Miller, Nii Nelson Richards en John Duggan. De samenvatting bij de NOS van de NBB-bekerfinale tussen Den Helder en Amsterdam op 15 februari 1998 trok 2.595.000 tv-kijkers.
In 2000 werd Conesco de nieuwe hoofdsponsor, waardoor de club vanaf dan Conesco Seagulls heette (verwijzend naar haar originele naam Den Helder Seagulls) en adopteerde daarbij een meeuw als mascotte bij de nationale en internationale wedstrijden. In hoofdsponsor Conesco werd een geldschieter gevonden die een groot bedrag van twee miljoen gulden in de club kon investeren, zodat de Seagulls niet alleen in de Nederlandse competitie, maar ook in de North European Basketball League, een commerciële Noord-Europese superliga, moest gaan imponeren. Ondanks de belangstelling en de tribunes altijd redelijk vol zaten, ontstond er echter een groei aan schuld omdat de club van haar wedstrijden haast een Amerikaans spektakelsport wilde maken. Als gevolg van de aanzienlijke schulden, ontvingen de spelers, coaches en begeleiders sinds maart 2001 geen salaris meer. Een reddingscommissie werd samengesteld om het topbasketbal in Den Helder veilig te stellen, maar er moest bij aanvang van het seizoen 2001/02 flink bezuinigd worden en de ambitieuse plannen werden bijgesteld. De coach Bob Gonnen vertrok hierop en er ontstond een leegloop van spelers. Op 28 december 2005 had BV Noordkop wegens geldnood haar proftak teruggetrokken uit de Eredivisie.

### Mislukte herstarts
Na een periode bij de amateurs, keert de club op 11 juli 2007 terug in de eredivisie onder de nieuwe naam Den Helder Seals. Slechts drie seizoenen later ging ook Den Helder Seals failliet en speelde vanaf het seizoen 2009/2010 niet meer in de eredivisie. Na een korte herstart in 2007, werd de club op 16 juni 2009 officieel failliet verklaard.
Eind mei 2012 werd bekend dat de club in het seizoen 2012/2013 terugkeerde naar de Eredivisie, ditmaal onder de naam Den Helder Kings. Vanaf het seizoen 2012/13 ging Den Helder weer in de Eredivisie spelen. Thuishaven werd Sportcenter Quelderduijn, (destijds omgedoopt tot de "KingsDome") dat gekocht werd door sponsor Dante Vastgoed. Onder leiding van coach Jean-Marc Jaumin bereikte Den Helder in het eerste seizoen de play-offs door op de zesde plaats te eindigen in de reguliere competitie.
Na dit eerste seizoen breidde Den Helder de capaciteit van de hal uit naar 1.500. Aan het begin van de play-offs van 2014 ging Kings een officiële samenwerking aan met Port of Den Helder en werd de clubnaam veranderd in Port of Den Helder Kings. Tijdens het seizoen 2014/15 kwamen er nieuwe financiële problemen bij de Kings aan het licht: er meldden zich verschillende schuldeisers en de club kampte met een gat van rond de € 200.000 in de begroting. Op 29 november 2014 werd de club failliet verklaard en verliet Kings de DBL.
Desalniettemin bleef de jeugdafdeling wel florerend, waardoor er nog hoop op een toekomst op het hoogste niveau was. In het seizoen 2016/17 kwamen de teams van U12, U14, U16 en U18 allen uit op het hoogste landelijke niveau. Het U14 team werd onder leiding van de coaches Lars Roggeveen en Erik van der Sluis op 14 mei 2016 Nederlands kampioen.

### Terugkeer betaald basketbal
Na het faillissement van Den Helder Kings in 2014, ontbrak Den Helder drie seizoen op het hoogste basketbalniveau in Nederland. Door middel van een crowdfunding-campagne probeerden initiatiefnemers (via de Stichting Top Basketball) het topbasketbal in Den Helder terug te laten keren. Op 30 juni 2017 werd de oprichting van de Den Helder SUNS een feit en werd bekend gemaakt dat de club in het seizoen 2017/18 in de Dutch Basketball League zal gaan spelen.
Vanaf seizoen 2021/22 speelt Dames Top Basketbal Den Helder, de organisatie voor de basketbalvrouwen van Den Helder, net als de Helderse mannenploeg, onder de naam Den Helder SUNS.
Vanaf januari 2024 speelt Den Helder Suns haar wedstrijden in het verbouwde sporthal Quelderduyn.

### Namen
Mede door de veranderende hoofdsponsors, heeft de club in het verleden meerdere namen gekend.
- 1981–1984: Albert van Zoonen Cracks Noordkop
- 1984–1986: Doppeldouche Den Helder
- 1986–1989: Direktbank Den Helder
- 1989–1992: Commodore Den Helder
- 1992–1995: Mustang Jeans Den Helder
- 1995–1997: René Coltof Den Helder
- 1997–2000: Hans Verkerk Keukens Den Helder
- 2000–2001: Conesco Seagulls Den Helder
- 2001–2003: BC Noordkop
- 2003–2005: Cape Holland Den Helder
- 2007–2008: Den Helder Seals
- 2008–2009: BlueStream Seals
- 2012–2014: Den Helder Kings
- 2014: Port of Den Helder Kings
- 2017–heden: Den Helder SUNS

## Erelijst
| Competitie                      | Winnaar | Winnaar                            | Runner up | Runner up              |
| Competitie                      | Aantal  | Jaren                              | Aantal    | Jaren                  |
| ------------------------------- | ------- | ---------------------------------- | --------- | ---------------------- |
| Nederlandse Basketbalbond (NBB) |         |                                    |           |                        |
| Nederlands kampioen             | 6×      | 1989, 1990, 1991, 1992, 1995, 1998 | 4×        | 1986, 1987, 1996, 1999 |
| Eerste divisie                  | 1×      | 1981                               |           |                        |
| NBB-Beker                       | 2×      | 1992, 1994                         | 3×        | 1995, 1998, 1999       |

## In Europa
In de Europa Cup van 1989 en 1991 stond Den Helder tweemaal in de Halve finalepoule van de EC I.

## Team
| Pos. | Startende 5                  | Bank 1           | Bank 2                |  |  |
| ---- | ---------------------------- | ---------------- | --------------------- |  |  |
| C    | Dyon Halman                  | Jarno Pomstra    |                       |  |  |
| PF   | Alex Laurant                 | Yarick Brussen   | Thibault Vanderhaegen |  |  |
| SF   | Tom Koopman                  | Steve Harris     | Ole Hoogsteden        |  |  |
| SG   | Boyd van der Vuurst de Vries | Niels van Veen   | Boy van Vliet         |  |  |
| PG   | Nick Thran                   | Neill Lugtenburg |                       |  |  |

- Afkomstig van de pagina Den Helder Suns in het seizoen 2018-19.

## Resultaten 1981–heden
| Seizoen | Niv.          | Comp.         | Pos.                                | Nationale playoffs                  | BNXT Playoffs                       | NBB beker                           | Europese competities                                                                         |
| ------- | ------------- | ------------- | ----------------------------------- | ----------------------------------- | ----------------------------------- | ----------------------------------- | -------------------------------------------------------------------------------------------- |
| 1981–82 | 1             | FEB           | 10                                  | –                                   | -                                   | –                                   | –                                                                                            |
| 1982–83 | 1             | FEB           | 8                                   | –                                   | -                                   | –                                   | –                                                                                            |
| 1983–84 | 1             | FEB           | 8                                   | –                                   | -                                   | –                                   | –                                                                                            |
| 1984–85 | 1             | FEB           | 7                                   | –                                   | -                                   | –                                   | Korać Cup: Uitschakeling 2e ronde tegen Renault Gent.                                        |
| 1985–86 | 1             | FEB           | 2                                   | Finale                              | -                                   | –                                   | –                                                                                            |
| 1986–87 | 1             | FEB           | 2                                   | Finale                              | -                                   | –                                   | –                                                                                            |
| 1987–88 | ?             | FEB           | ?                                   | ?                                   | -                                   | ?                                   | Europa. Cup voor bekerwinnaars: Uitschakeling 1e Ronde tegen Polycell Kingston.              |
| 1994–95 | ?             | FEB           | ?                                   | ?                                   | -                                   | ?                                   | Europese Competitie voor Bekertitelhouders (ECGM): Uitschakeling 1e Ronde tegen Kiev Basket. |
| 1996–97 | ?             | FEB           | ?                                   | ?                                   | -                                   | ?                                   | Korać Cup: Uitschakeling 1e Ronde tegen Athetico de Quelez.                                  |
| 1997–98 | ?             | FEB           | ?                                   | ?                                   | -                                   | ?                                   | Korać Cup: Uitschakeling 2e Ronde (groepsfase).                                              |
| 1999–00 | 1             | FEB           | 7                                   | Halve finale                        | -                                   | Finale                              | Korać Cup: Uitschakeling 1e Ronde tegen CAB Madeira.                                         |
| 2001–02 | 1             | FEB           | 2                                   | Kwartfinale                         | -                                   | –                                   | –                                                                                            |
| 2002–03 | 1             | FEB           | 6                                   | Kwartfinale                         | -                                   | –                                   | –                                                                                            |
| 2003–04 | 1             | FEB           | 7                                   | Kwartfinale                         | -                                   | –                                   | –                                                                                            |
| 2004–05 | 1             | FEB           | 6                                   | Kwartfinale                         | -                                   | –                                   | –                                                                                            |
| 2005–07 | Niet gespeeld | Niet gespeeld | Niet gespeeld                       | Niet gespeeld                       | Niet gespeeld                       | Niet gespeeld                       | Niet gespeeld                                                                                |
| 2007–08 | 1             | FEB           | 11                                  | –                                   | -                                   | –                                   | –                                                                                            |
| 2008–09 | 1             | FEB           | 11                                  | –                                   | -                                   | –                                   | –                                                                                            |
| 2009–13 | Niet gespeeld | Niet gespeeld | Niet gespeeld                       | Niet gespeeld                       | Niet gespeeld                       | Niet gespeeld                       | Niet gespeeld                                                                                |
| 2012–13 | 1             | DBL           | 6                                   | Kwartfinale                         | -                                   | Kwartfinale                         | –                                                                                            |
| 2013–14 | 1             | DBL           | 3                                   | Halve finale                        | -                                   | Kwartfinale                         | –                                                                                            |
| 2014–15 | 1             | DBL           | Club in december failliet verklaard | Club in december failliet verklaard | Club in december failliet verklaard | Club in december failliet verklaard | –                                                                                            |
| 2015–17 | Niet gespeeld | Niet gespeeld | Niet gespeeld                       | Niet gespeeld                       | Niet gespeeld                       | Niet gespeeld                       | Niet gespeeld                                                                                |
| 2017–18 | 1             | DBL           | 8                                   | –                                   | -                                   | –                                   | –                                                                                            |
| 2018–19 | 1             | DBL           | 5                                   | Kwartfinale                         | -                                   | Vierde ronde                        | –                                                                                            |
| 2019–20 | 1             | DBL           | 7                                   | -                                   | -                                   | Halve finale                        | -                                                                                            |
| 2020–21 | 1             | DBL           | 6                                   | Kwartfinale                         | -                                   | Achtste finale                      | -                                                                                            |
| 2021–22 | 1             | BNXT          | 20                                  | -                                   | 1e ronde                            | Kwartfinale                         | -                                                                                            |
| 2022–23 | 1             | BNXT          | 19                                  | -                                   | 1e ronde                            | Achtste finale                      | -                                                                                            |
| 2023–24 | 1             | BNXT          | 20                                  | -                                   | -                                   | Achtste finale                      | -                                                                                            |
| 2024–25 | 1             | BNXT          | ?                                   | ?                                   | ?                                   | ?                                   | -                                                                                            |

## Overzichtslijsten

### Bekende (oud-)trainers
- Cees Smit
- Ton Boot (1985–1987)
- Ruud Harrewijn (1987–1988)
- Ton Boot (1988–1993)
- Meindert van Veen (1993–1995)[15]
- Maarten Tromp (1995–1997)
- Bob Gonnen (1997–2001)
- Erik Buis (2001–2004)
- Paul Vervaeck (2004–2006)
- Peter van Noord (2007–2010)
- Jean-Marc Jaumin (2012–2014)
- Peter van Noord (2017–2023)
- Daniel Nelson (2023–2024)
- Paul Vervaeck (2024–heden)

### Bekende (oud-)spelers
Spelers die een lange tijd voor de club speelden, individuele prijzen wonnen of succesvol waren in de rest van hun carrière zijn hierin opgenomen.
| Criteria |
| --- |
| Om hierin opgenomen te kunnen worden moeten spelers aan een van de volgende criteria voldoen: - Spelers moeten minimaal drie seizoenen voor de club hebben gespeeld. - Spelers moeten een clubrecord hebben gebroken of een individuele prijs gewonnen hebben in de tijd dat ze bij de club waren. - Spelers moeten een interland hebben gespeeld voor hun nationale team in de tijd dat ze bij de club waren. - Spelers moeten in hun carrière minimaal één NBA wedstrijd hebben gespeeld. |

- Erwin Hageman (9 seizoenen: 1992–01)
- Rogier Jansen (1 seizoen: 2013–14)
- Tony Miller (3 seizoenen: 1996–97, 2000–01, 2004–05)
- Chris Mims (3 seizoenen: 1997–00)
- Ties Theeuwkens (3 seizoenen: 2004-06, 2013-14)
- Serge Zwikker (1 seizoen: 1999–00)
- Tjoe de Paula (6 seizoenen: 2001-03, 2004-06, 2008-09, 2017-18)
- Cees van Rootselaar (14 seizoenen: 1983–98)
- Rolf Franke (8 seizoenen: 1988-96)
- Quincy Treffers (4 seizoenen: 2008-09, 2012-15)

## "Retired" nummers
| Den Helder SUNS "retired" nummers |                    |               |         |           |
| Nº                                | Nat.               | Speler        | Positie | Periode   |
| 5                                 | Vlag van Nederland | Tjoe de Paula | Guard   | 2017-2018 |

## Voetnoten
Aalst · Antwerpen · Bemmel · Bergen · Brussel · Charleroi · Den Bosch · Den Helder · Groningen · Hasselt · Kortrijk · Leeuwarden · Leiden · Leuven · Mechelen · Oostende · Rotterdam · Weert · Zwolle